# Али I (эмир Крита)
Али ибн Хусейн — эмир Эмирата Крит, сын Юсуфа ибн Умара.

## Биография
Он стал эмиром эмирата в 915 г. Напал на Византию, попросил поддержки у эмирата Сицилия. Поддержка не пришла, и набег провалился на тот раз. Через 4 года совершил второй набег, и попросил поддержки у Фатимиды. Он отказался стать шиитом, и поддержка не пришла. Тогда он вместо этого признал власть Аббасидского халифата. Али I нанял христианина Льва, который принял ислам. Около 923 года критский флотоводец Лев Триполитянин был разбит у Самоса. Тогда Али посадил его в темницу. Сам он умер в 925 году.